# بیلهر
کندل کوهی یا بیلهر (نام علمی: Ferula aucheri؛ مترادف: Dorema aucheri) گیاهی از خانوادهٔ چتریان است. بیلهر بومی ایران است و در مناطق مختلفی از ایران از جمله استان‌های کرمانشاه، کردستان، فارس، کهگیلویه و بویراحمد، چهارمحال و بختیاری، لرستان، خراسان جنوبی و خراسان رضوی در ارتفاعات رشد می‌کند. مردم بومی به صورت خوراکی همراه با ماست یا به صورت ترشی این گیاه را مصرف می‌کنند. در کرمانشاه تلخی این گیاه را به‌وسیلهٔ خاکستر یا نمک می‌گیرند و سپس با سرخ کردن در کره از آن، بورانی تهیه می‌کنند.

## ظاهر گیاه
کندل کوهی گیاهی پایا، کم و بیش رزین‌دار و دم‌برگ‌ها دارای غلاف پوشانندهٔ ساقه می‌باشند. برگ‌های پایینی شامل تقسیمات سه‌شانه‌ای عمیق یا سه‌برگچه‌ای هستند. برگ‌های ساقه‌ای تقریباً منقسم شانه‌ای یا کم و بیش تحلیل رفته‌است. گل‌آذین این گیاه، کپه‌ای به صورت چتر ساده کروی و بدون گریبان است و برگ‌های گریبان آن بی‌دوام هستند و خیلی زود می‌ریزند. چترها معمولاً دم‌گل‌های کوتاه، گل‌های سفید یا زرد در گل‌آذین مجمتع‌اند. کاسه گل شامل دندانه‌های ناقص و ابتدایی است. گلبرگ‌ها لوله شده و دارای لبه‌های برگشته و رگبرگ میانی برجستهٔ مشخص‌اند، خامه پیاله‌ای‌شکل، گوشتی چندبخشی با خامهٔ برگشته است.

## اثرات سرطان‌زا
در فروردین ۱۴۰۲ پژوهشگران دانشگاه علوم پزشکی یاسوج اعلام کردند گیاه بیلهر نه تنها دارای اثر دارویی نیست، بلکه دارای اثرات سوء و سرطان‌زا نیز هست و باید از مصرف آن اجتناب کرد. در یکی از آزمایش‌ها، به دو گروه موش آزمایشگاهی مواد سرطان‌زا و سپس گیاه بیلهر برای پیشگیری از سرطان داده‌شد، نتیجۀ نخست این آزمایش‌ها این بود که موش‌هایی که بیلهر به آن‌ها داده شده‌بود بیشتر به سرطان مبتلا شدند. این بدین دلیل بود که گیاه بیلهر دارای ترکیبات سمی تشخیص داده شد که می‌تواند تاثیرات سوئی بر انسان داشته باشد. نتیجۀ دوم آزمایش‌های پژوهشگران دانشگاه علوم پزشکی یاسوج این بود که مصرف گیاه بیلهر به مدت چند روز پشت سر هم سبب می‌شود تا مخاط روده تحلیل رود و جذب به خوبی صورت نگیرد. سوم اینکه سوم اینکه مصرف ماست به همراه بیلهر باعث سوء جذب در دستگاه گوارشی می‌شد. نتیجۀ چهارم نیز این بود که اثرات سایتوتوکسیک و سم سلولی و ترکیبات سمی داخل گیاه بیلهر خطرناک و دارای سَمیت سلولی و سرطان تشخیص داده شد.
نتایج پژوهش دیگری توسط پژوهشگران همین دانشگاه نشان داد که مصرف گیاه بیلهر به میزان خیلی کم می‌تواند بر رودۀ بزرگ، رودۀ کوچک و معده خاصیت ضدسرطانی داشته‌باشد، اما وقتی مصرف این گیاه بیشتر شود به طور کلی برای بدن انسان مضر است و منجر به سرطان رودۀ بزرگ، رودۀ کوچک و معده می‌شود و مسمومیت‌ها و مشکلات کبدی و کلیه را در پی خواهد داشت.